# Midrash
Midrash (ebr. מדרש; plurale midrashim) è un metodo di esegesi biblica seguito dalla tradizione ebraica. Il termine viene usato anche per designare il genere letterario relativo a tale metodo e per indicare un'opera o una raccolta di opere risultanti dall'applicazione di esso.

## Etimologia
Il sostantivo midrāsh è connesso con il verbo darash (דרש), di cui il senso fondamentale è cercare con cura, con passione. Delle molte forme del verbo darash che compaiono nella Bibbia ebraica, Mauro Perani dice: "La sfera semantica di questa radice verbale si polarizza verso il campo dei significati che ruotano intorno ai concetti di ricerca, indagine, richiesta, cura e attento studio nei confronti di una realtà che, in qualche modo, chiede di essere esaminata".
Il sostantivo midrāsh compare solo due volte nella Bibbia ebraica e precisamente nei relativi tardivi libri delle Cronache: 2 Cronache 13:22, "il midrāsh del profeta Iddo", dove esso viene tradotto in italiano con "memoria" (CEI), "memorie" (RIV), "annali" (LND), e dall'antica versione greca Septuaginta con βιβλίον (libro); e 24:27 ("il midrāsh del libro"), dove viene tradotto con gli stessi termini "memoria" (CEI), "memorie" (RIV), "annali" (LND), e dalla Septuaginta con γραφή (scrittura). Umberto Cassuto, nell'Enciclopedia italiana (1934), dice delle due opere menzionate in questi passi biblici: "È possibile che, conformemente all'uso del vocabolo nell'epoca posteriore, esse siano state esposizioni e amplificazioni di più antichi testi, cioè di un libro, ma è anche possibile, e forse probabile, che nei passi in questione il vocabolo midrāsh significhi semplicemente "libro", in quanto ogni libro è oggetto di studio e d'indagine; in tal caso nel secondo di essi il vocabolo sēfer, che vale anch'esso "libro", dovrebbe essere considerato come una glossa".

## Il metodo midrash
Già dal primo Medioevo si distingue la funzione di gran parte dell'interpretazione midrascica della Sacra Scrittura da quella dell'interpretazione peshat, che intende individuare il senso letterale originale del testo. Con il midrash si andava al di là del senso peshat letterale e, con l'uso delle tecniche dette middot esegetiche, si attualizzava il testo, adattandolo ai bisogni e alle concezioni della comunità e traendone applicazioni pratiche e significati nuovi che sono lontani dall'apparire a prima vista.
Il midrash si usava per risolvere le contraddizioni ed eliminare le ambiguità che si incontrano nella Bibbia. Umberto Cassuto dice che il midrash era "uno studio assiduo e zelante, amorevole e riverente, minuzioso e sottile, del testo biblico, tendente a ricercarne e precisarne il significato, anche il più riposto o quello che tale si riteneva, e per trarne le norme della vita e gl'insegnamenti della religione e della morale; da ciò anche l'"interpretazione" della parola biblica, con la quale si veniva, senza averne coscienza, a modificarne la portata adattandola ai tempi mutati e alle mutate condizioni sociali e politiche; da ciò inoltre l'attività intesa a ricollegare con la Bibbia, mediante un'esegesi più o meno artificiosa, le consuetudini giuridiche e religiose tradizionali e i nuovi istituti o le nuove norme di diritto e di vita religiosa che si venivano creando in seno al giudaismo o in esso penetravano dall'esterno, sì da dar loro quella consacrazione ufficiale che solo poteva venire dalla connessione con la legge rivelata, unica fonte di diritto; da ciò altresì l'analoga attività intesa a ricollegare similmente col testo della Bibbia le antiche tradizioni di carattere storico o leggendario relative ai personaggi biblici e agli avvenimenti della storia biblica, gl'insegnamenti tradizionali o innovati in materia di credenze religiose e di doveri morali, di coscienza nazionale e umana, di attesa fiduciosa per l'avvenire d'Israele e dell'umanità".
Lo studioso ebreo Jacob Neusner indica tre maniere di fare midrash:
1. parafrasi: raccontare il contenuto del testo biblico usando un linguaggio diverso, eventualmente modificando il senso;
2. profezia: interpretare il testo come riferimento a qualcosa che sta succedendo o che sta per succedere nel tempo dell'interprete;
3. parabola o allegoria: additare nelle parole testuali sensi più in profondità riguardanti qualcosa diverso dal significato superficiale delle parole o delle realtà di ogni giorno, per esempio l'interpretazione in Isaia 5:1-6 e nel Nuovo Testamento dell'amore uomo-donna nel Cantico dei Cantici come riferimento all'amore tra Dio e Israele o tra Dio e la Chiesa.[10]

## Utenti del metodo midrash
Alcuni limitano il discorso midrascico al giudaismo rabbinico. Altri invece riconoscono l'uso del metodo midrash anche in alcuni manoscritti del Mar Morto, e in parti del Nuovo Testamento e della Bibbia ebraica (quali Cronache, Deuteronomio, le soprascritte dei Salmi). Infatti, "i vari procedimenti esegetici praticati dal giudaismo delle diverse tendenze si ritrovano nello stesso Antico Testamento, per esempio nei libri delle Cronache in rapporto ai libri dei Re, e nel Nuovo Testamento, per esempio in certi ragionamenti scritturistici di san Paolo". Antonio Pitta scorge l'uso della procedura midrash in Gal 3:6-14; Neil Godfrey la individua in tutti e quattro i Vangeli canonici e in Galati 3:16.
Anche fuori delle Scritture canoniche i primi cristiani adoperavano il metodo midrash. Un passo della cosiddetta Lettera di Barnaba (di data incerta fra il 70 e il 133 d.C.) ne è stato definito "un esempio classico". Si parla pure del midrash nel Protovangelo di Giacomo (verso il 140-170) e nelle opere di Giustino martire (100 – 163/167).
Si riconosce anche un midrash moderno.

## Composizioni midrash
Il risultato di un'applicazione del metodo midrash è chiamato anch'esso un midrash. Tali insegnamenti, inizialmente trasmessi oralmente, sono stati poi posti per scritto e le raccolte di essi sono pure denominate midrashim.
Una definizione di "midrash" in questo senso data da Gary G. Porton nel 1981 e ripetutamente citata da altri studiosi descrive il midrash come "un tipo di discorso, sia orale sia scritto, che si mette in diretta relazione con un testo fisso canonico, che il midrascista e il suo pubblico considerano essere l'autorevole parola rivelata di Dio e che in tale discorso è esplicitamente citato o chiaramente accennato".

## Midrashim rabbinici
Nel parlare di midrashim, opere prodotte con il metodo midrash, alcuni preferiscono limitare il termine a quelle prodotte nell'epoca rabbinica del giudaismo, che è suddivisa nei periodi tannaitico (I–III d.C.), amoraico (III–V d.C.) e postamoraico. Tali testi rabbinici per lo più sono o halakici, da halakh (הלך, lett. camminare) e dettano norme di condotta, o haggadici, da higghîd (הגד) (lett. annunciare, raccontare e comprendono racconti storici o leggendari con sviluppi d'ordine morale o edificante. Se il midrash è esegetico, l'ordine del materiale è quello dei testi biblici su cui fornisce una specie di commentario; se è omiletico, segue l'ordine delle sezioni lette e predicate nell'anno liturgico delle sinagoghe.
Tra i più importanti sono i midrashim tannaitici che riferiscono tradizioni del I-II secolo.

### Struttura
- Midrash Rabbah: Pentateuco e Meghillot (Tannaim)
- Midrash Tankhumah
- Yalkut Shimonì, antologia con riferimenti

Queste si presentano sia come un commento continuo della Scrittura (midrashim esegetici) sia come un'antologia di sermoni sulle letture fatte in occasione del sabato e delle feste (midrashim omiletici).
Soprattutto halakhici sono Mekhilta sull'Esodo, Sifra sul Levitico, Sifré su Numeri/Deuteronomio, alcune parti del Midrash rabbah (commento del Pentateuco e dei cinque «rotoli» letti nelle feste: Cantico, Ester, Rut, Lamentazioni e Qohelet), il Midrash tanhuma, la Pesiqta di Rab Kahana, la Pesiqta Rabbati. Si hanno anche alcune compilazioni tardive (come i Pirqé di R. Eliezer, il Midrash ha-Gadol, il Midrash tehillim, ecc.). Tutti conservano tradizioni molto antiche.

### Suddivisione ulteriore
I nomi seguenti e il loro ordine segue anche la traduzione inglese del Soncino:
Midrashim halakhici
- Mekhilta de Rabbi Ishmael
- Mekhilta de Rabbi Simon ben Yohay
- Sifra del Levitico
- Sifre del Libro dei Numeri
- Sifre del Deuteronomio
- Tannaim Midrash (Mekhilta) del Deuteronomio

Midrashim esegetici
- Genesi Rabbah
- Lamentazioni Rabbah

Midrashim omiletici
- Levitico Rabbah
- Pesiqta de Rav Kahana
- Pesiqta Rabbati
- Tanhuma
- Tanhuma Buber
- Deuteronomio Rabbah
- Esodo Rabbah
- Numeri Rabbah

Midrashim omiletici minori
- Aggadat Bereshit
- Midrash Hashkem o We-Hizhir
- Pesiqta Hadatta
- Midrash we-Yekhullu
- Midrash Abkir

Midrashim sui Cinque Megillot (rotoli)
- Lamentazioni Rabbah, cur. S. Buber
- Cantico dei Cantici Rabbah
- Midrash Ruth
- Midrash Qohelet (Ecclesiaste Rabbah)
- Midrash Ester
- Midrash Zuta del Cantico dei Cantici
- Ecclesiaste Zuta
- Aggadat Ester

Altri midrashim esegetici
- Midrash Libro di Giona
- Midrash Salmi
- Midrash Proverbi
- Midrash Giobbe

Altre opere aggadiche
- Meghillat Ta'anit
- Seder 'Olam (Rabbah)
- Seder 'Olam Zuta
- Pirqe de Rabbi Eliezer
- Josippon
- Sefer ha-Yashar
- Midrash wa-Yissa'u
- Divre ha-Yamim shel Mosheh (Vita di Mosè)
- Midrash Petirat Aharon (Midrash del Passaggio di Aronne)
- Libro di Eldad ha-Dani
- Sefer Zerubbabel
- Meghillat Antiochos (Rotolo di Antioco o Libro degli Asmonei)
- Midrash Elleh Ezkerah (Salmo 42:5[38])
- Midrash 'Eser Galuttot (Midrash dei Dieci Esilii)
- Midrash we-Yosha'
- Midrash 'Aseret ha-Dibrot (Midrash dei Dieci Comandamenti)
- Midrash Esfah (Midrash dei Numeri)
- Midrash Al-Yithallel
- Ma'aseh (Libri)
- Mishnat Rabbi Eliezer

Midrashim etici
- Derekh Eres Rabbah e Zutah
- Tanna de-Be Elijah (Seder Elijah)
- Midrash Ma'aseh Torah
- Alfabeto di Ben Sira
- Midrash Temurah
- Midrash Haserot wi-Yeterot

Midrashim esoterici
- Midrash Tadshe
- Midrash Konen (sulla Creazione)

Compilazioni midrasciche
- Yalqut Shim'oni
- Yalqut ha-Makhiri
- Yalqut Reubeni
- Midrash ha-Gadol
- Genesi Rabbati
- Leqah Tov
- Midrash Samuel
- Genesi Zuta
- Pitron Torah
- Sefer ha-Liqqutim